# Filippo Bottino
Filippo Emanuele Bottino (Genova, 9 dicembre 1888 – Sestri Ponente, 18 ottobre 1969) è stato un sollevatore italiano, campione olimpico nel sollevamento pesi ai Giochi di  Anversa 1920 e più volte campione italiano.

## Biografia
Operaio della manifattura tabacchi di Sestri Ponente, dopo una breve carriera come ginnasta si interessò al sollevamento pesi, con cui vinse il titolo italiano nei pesi massimi negli anni 1913, 1914, 1916, 1919, 1920, 1921 e 1922.
Suo grande avversario nel sollevamento pesi fu il suo concittadino Romolo Carpi. Ad Anversa 1920 vinse il titolo, primo italiano a conquistarlo, ottenendo su tre sollevamenti (strappo a un braccio con il sinistro di 70 kg, slancio con il braccio il destro 75 kg, slancio a due braccia 120 kg) un totale di 265 kg, contro i 260 kg del secondo piazzato, Joseph Alzin.
Uomo burbero e forzuto, aveva spesso atteggiamenti provocatori, tanto che Cesare Bonacossa racconta, nel libro dedicato al padre Vita al sole di Alberto Bonacossa, che ai Giochi di Anversa del 1920 provocò lo schermidore Aldo Nadi, fratello del più celebre Nedo Nadi, nella sede comune degli italiani nel corso delle Olimpiadi, tanto che Nadi lo sfidò a duello ed ebbe la meglio allorquando, armato di un frustino da equitazione, disarmò il pesista che aveva impugnato una trave di legno, colpendolo alla mano .
Ai Giochi olimpici di Parigi 1924 si classificò al 6º posto.

## Palmarès
| Anno | Manifestazione  | Sede    | Evento       | Risultato |
| ---- | --------------- | ------- | ------------ | --------- |
| 1920 | Giochi olimpici | Anversa | Pesi massimi | Oro       |